# Corriente-Rind

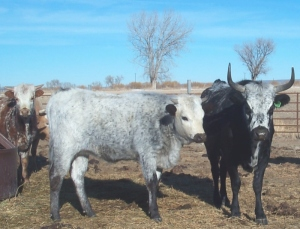
Corriente-Kuh mit ihrem Kalb

Das Corriente-Rind stammt ursprünglich von spanischen Rindern ab, die im späten 15. Jahrhundert nach Amerika gebracht wurden.
Heute werden sie vor allem als Rodeo-Rinder verwendet, wenn sie auch von einigen Züchtern wegen ihres außergewöhnlich zarten Fleisches gehalten werden.
Corrientes sind relativ kleine Rinder – die Kühe wiegen meist unter 450 kg. Sie sind zierlich, athletisch und besitzen lange nach oben gebogene Hörner. Die Tiere sind bekannt für ihre Anspruchslosigkeit, benötigen kaum Geburtshilfe und fressen wesentlich weniger als die großen Fleischrassen. Wie die Texas Longhorns (die angeblich von den Corrientes abstammen sollen) benötigen sie nur wenig Wasser und können in kargen, offenen Landschaften gehalten werden. Corrientes sind auch als Ausbruchkünstler bekannt, da sie durch einen Standard-Maschendrahtzaun durchsteigen und sich durch winzigste Öffnungen zwängen können.
Die Bezeichnungen für die Rasse sind unterschiedlich: Das offizielle Zuchtregister der USA nennt sie Corriente, was auch die übliche Bezeichnung in Nord-Mexiko ist. In den anderen Teilen Mexikos werden sie Criollo oder Chinampo genannt.
Corrientes sind eng verwandt mit zwei anderen Rinderrassen von der Golfküste und Florida: den Pineywoods-Rindern und den Florida-Cracker-Rindern.